# Abigail Lapell
Abigail Lapell, född 16 januari 1980, är en kanadensisk folksångerska, som vann Canadian Folk Music Award för årets samtida album vid 13:e Canadian Folk Music Awards 2017 för sitt album Hide Nor Hair. År 2020 blev hon årets engelskspråkiga låtskrivare vid 15:e Canadian Folk Music Awards 2020 för sitt album Getaway. 
Lapell är från Toronto, Ontario, och släppte sitt debutalbum Great Survivor 2011.  2016 vann hon Colleen Peterson Songwriting Award för sin låt "Jordan". 
Hide Nor Hair var hennes andra album som släpptes 2017. 
Hennes album Anniversary från 2024 innehöll flera spår inspelade i samarbete med Great Lake Swimmers. 

## Diskografi
- Great Survivor (2011)
- Hide Nor Hair (2017)
- Getaway (2019)
- Stolen Time (2022)
- Anniversary (2024)[7]